# Nationaal Archief

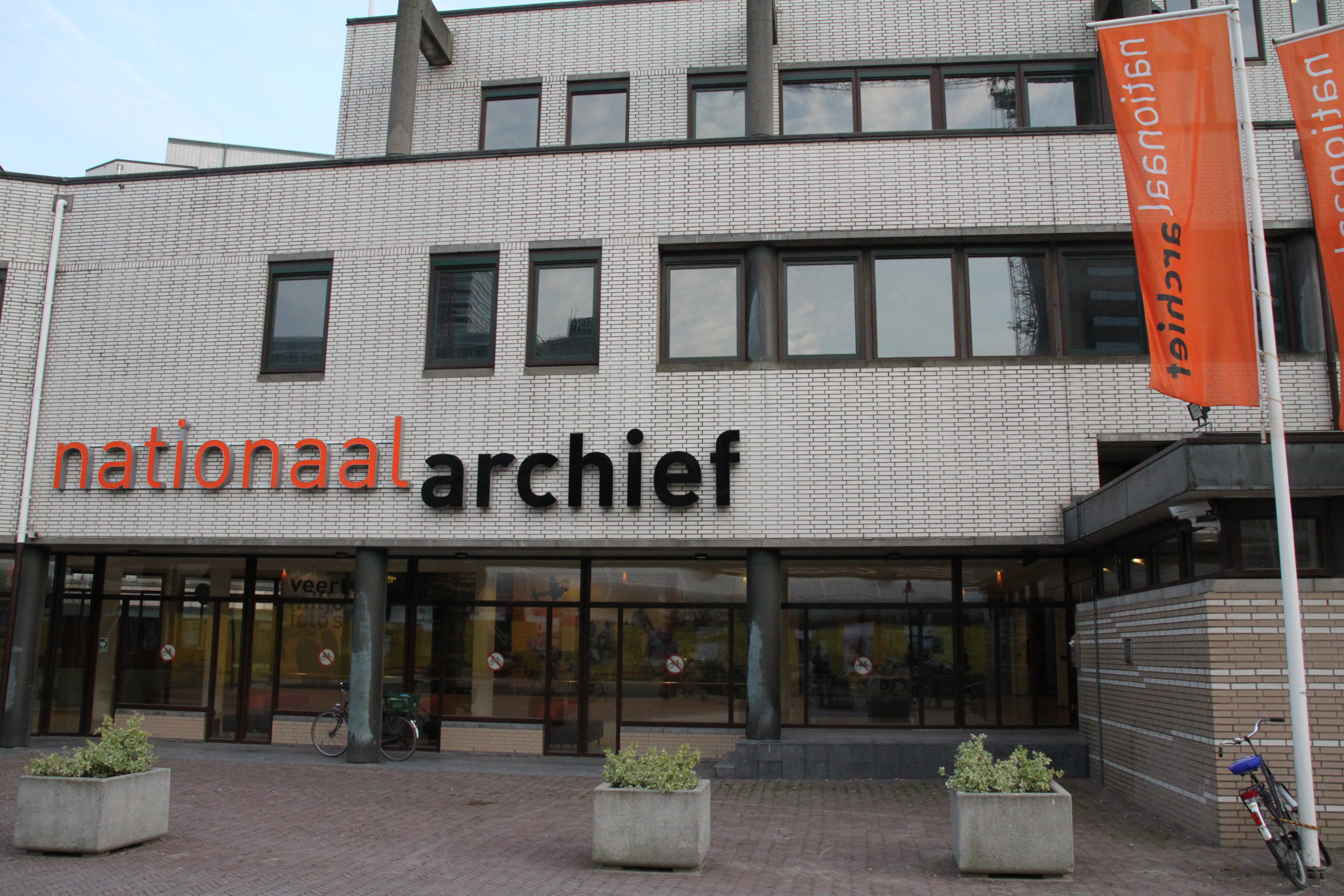
Eingang zum Nationaal Archief in Den Haag

Das Nationaal Archief ist das Hauptarchiv der Niederlande mit Sitz in Den Haag. Es verwaltet die Archive des Kabinetts des Königs, der Ersten und Zweiten Kammer, der ehemaligen Kolonien und aller Ministerien. Dazu kommen zahlreiche Privatarchive, die nationale Bedeutung haben, darunter die Archive von im In- und Ausland bekannten Politikern, einflussreichen Familien, Vereinen und Dachorganisationen, von Glaubensgemeinschaften und Betrieben. Auf internationaler Ebene verwaltet das Nationaal Archief eine große Sammlung von Karten und Zeichnungen. Von großer Bedeutung nicht nur für die Niederlande ist das Archiv der Niederländischen Ostindien-Kompanie (VOC), das zusammen mit den in der Südafrikanischen Union, in Indien, Sri Lanka und Indonesien gehüteten Beständen 2003 als Weltdokumentenerbe (Memory of the World) der UNESCO registriert wurde.

## Verzeichnisse zu den Beständen
- Meilink-Roelofsz, M. A. P.; Raben, R.; Spijkerman, H.: De archieven van de Verenigde Oostindische Compagnie (1602-1795)  =  The Archives of the Dutch East India Company (1602-1795). 's-Gravenhage : Sdu Uitgeverij Koninginnegracht, 1992.
- Roessingh, Marius P. H.: Het archief van de Nederlandse Factorij in Japan, 1609-1860. Netherlands. Algemeen Rijksarchief, 's-Gravenhage (1964).

Siehe auch:
- Balk, G. Louisa; Dijk, Frans van; Kortlang, Diederick J.: The archives of the Dutch East India Company (VOC) and the local institutions in Batavia (Jakarta) = Arsip-arsip Verenigde Oostindische Compagnie (VOC) dan lembaga-lembaga pemerintahan kota Batavia (Jakarta) = De archieven van de Verenigde Oostindische Compagnie (VOC) en de locale instellingen te Batavia (Jakarta). Leiden [u. a.]: Brill, 2007.